# Fanny Cornforth
Fanny Cornforth, eigenlijk Sarah Cox (Steyning, Sussex, 1824 – Londen, 1906) was een model en de muze van prerafaëlitische kunstschilder Dante Gabriel Rossetti.

## Leven
Cornforth stamde uit de lagere Londense arbeidersklasse. In 1858 ontmoette ze de kunstschilder Dante Gabriel Rossetti, mogelijk als prostituee. Al snel werd ze Rossetti’s model en maîtresse, maar in 1860 verliet hij haar en huwde zijn andere muze, Elizabeth Siddal. Nadat Siddal in 1862 overleed verhuisde Rossetti naar Chelsea en nam Cornforth in dienst als huishoudster. Beiden hernieuwden hun relatie en Cornforth werd in de jaren 1860 Rossetti’s belangrijkste model.
Cornforth, die ook model stond voor andere schilders als William Holman Hunt en Edward Burne-Jones, was in de kringen der Prerafaëlieten niet onomstreden, vooral vanwege haar afkomst. Ze was volledig ongeschoold, had een zwaar cockney-accent en werd door velen in Rossetti’s omgeving niet geaccepteerd. Rossetti echter bleef met name seksueel altijd aan haar gebonden en schilderde Cornforth ook altijd duidelijk sensueler dan eerder bijvoorbeeld Siddal.
Ondanks dat Cornforth in de loop der jaren aanzienlijk dikker werd bleef ze bij Rossetti tot aan diens dood in 1882, ook tussen 1870 en 1876, toen Rossetti een (niet openbare) relatie had met Jane Burden, de vrouw van collega-kunstschilder William Morris.
Over het leven van Cornforth na Rossetti’s dood is weinig bekend. Ze overleed in 1906, mogelijk aan dementie.

## Cornforth, door Rossetti

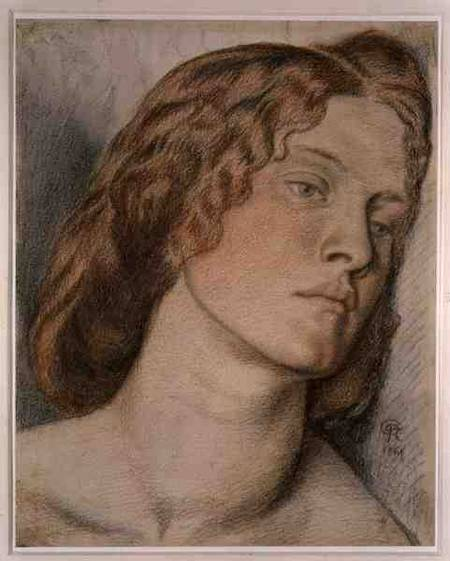
Studie voor The Fair Rosamund, 1861
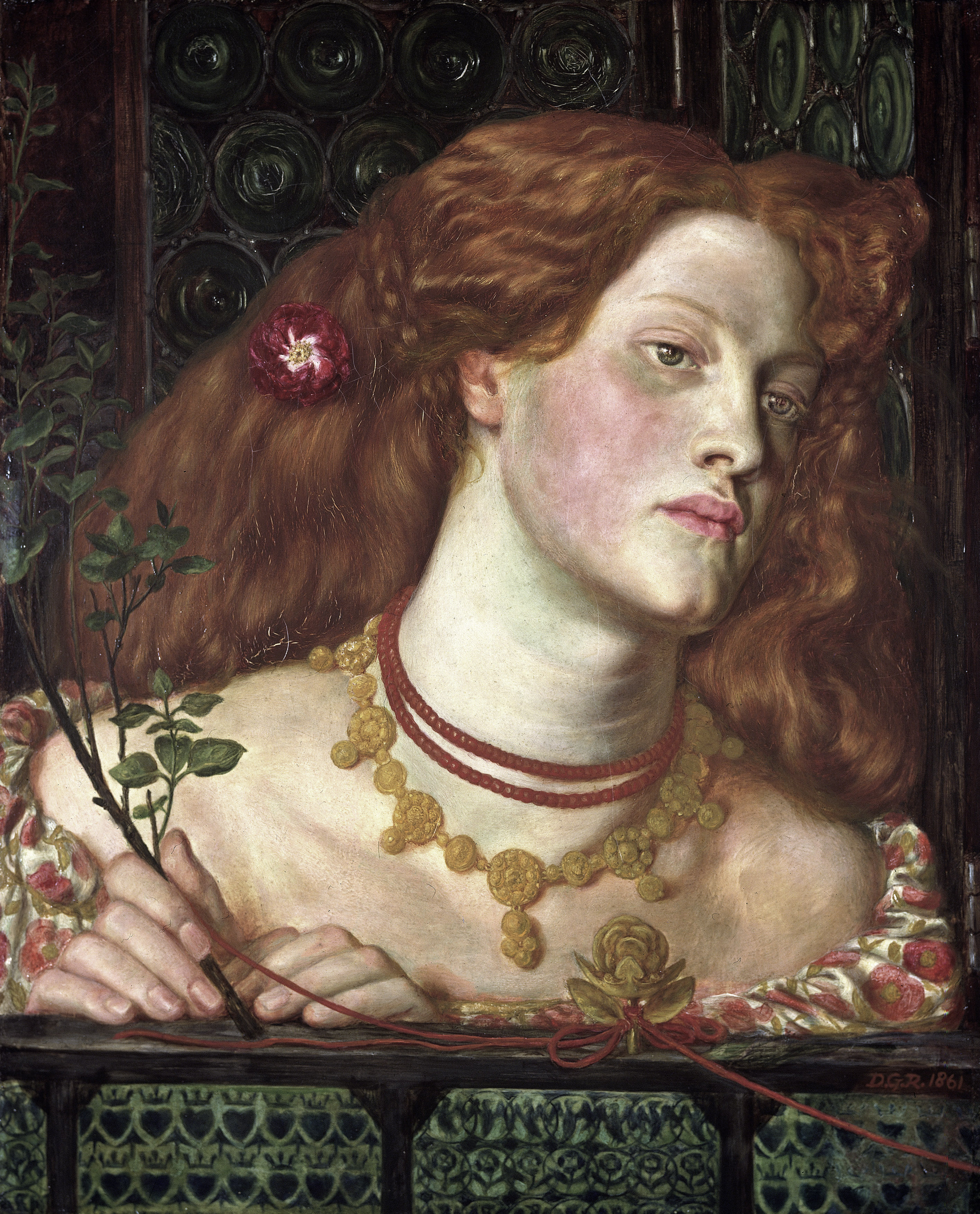
Fair Rosamund, 1861
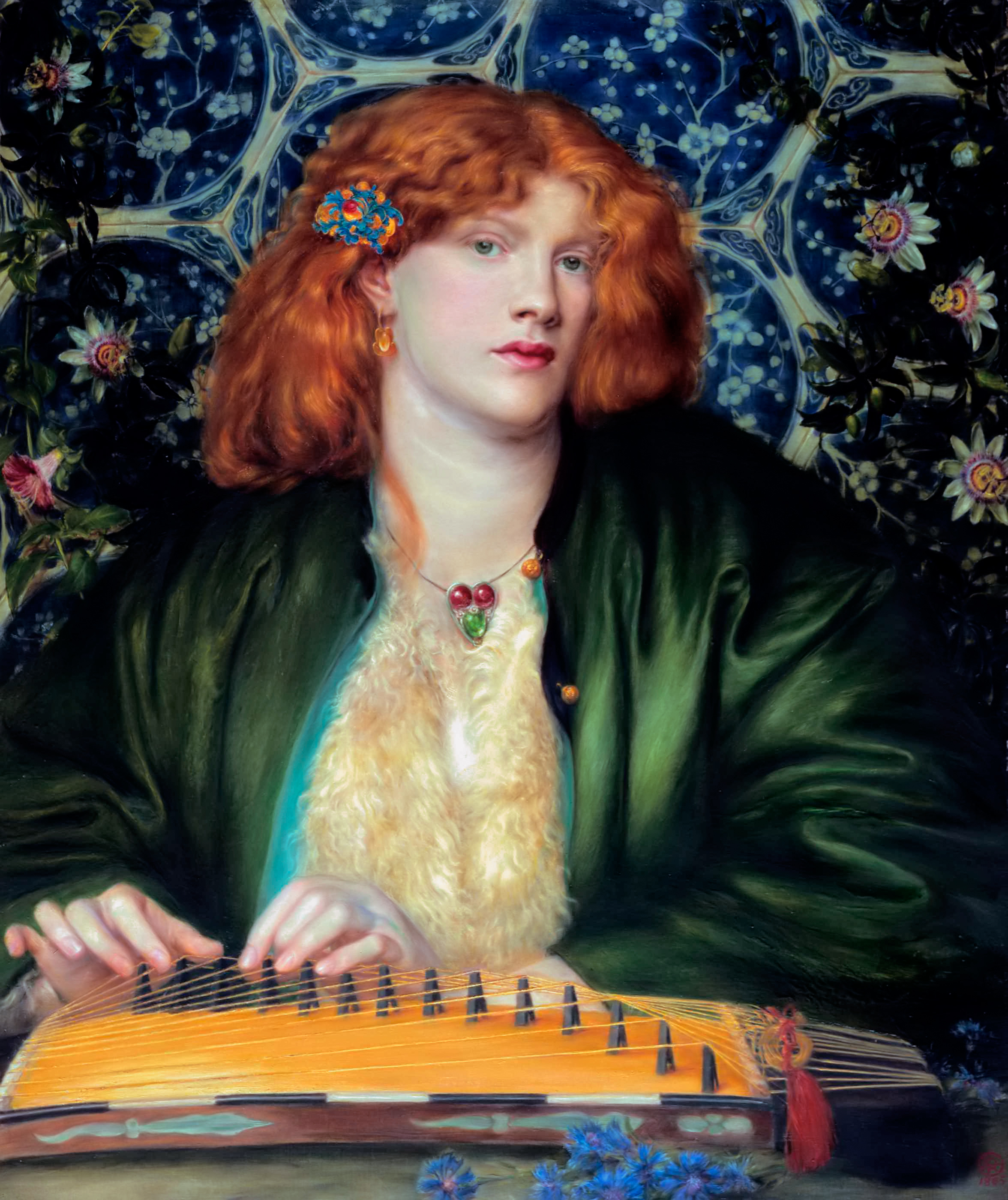
The Blue Bower, 1865
Holy Grail, 1874
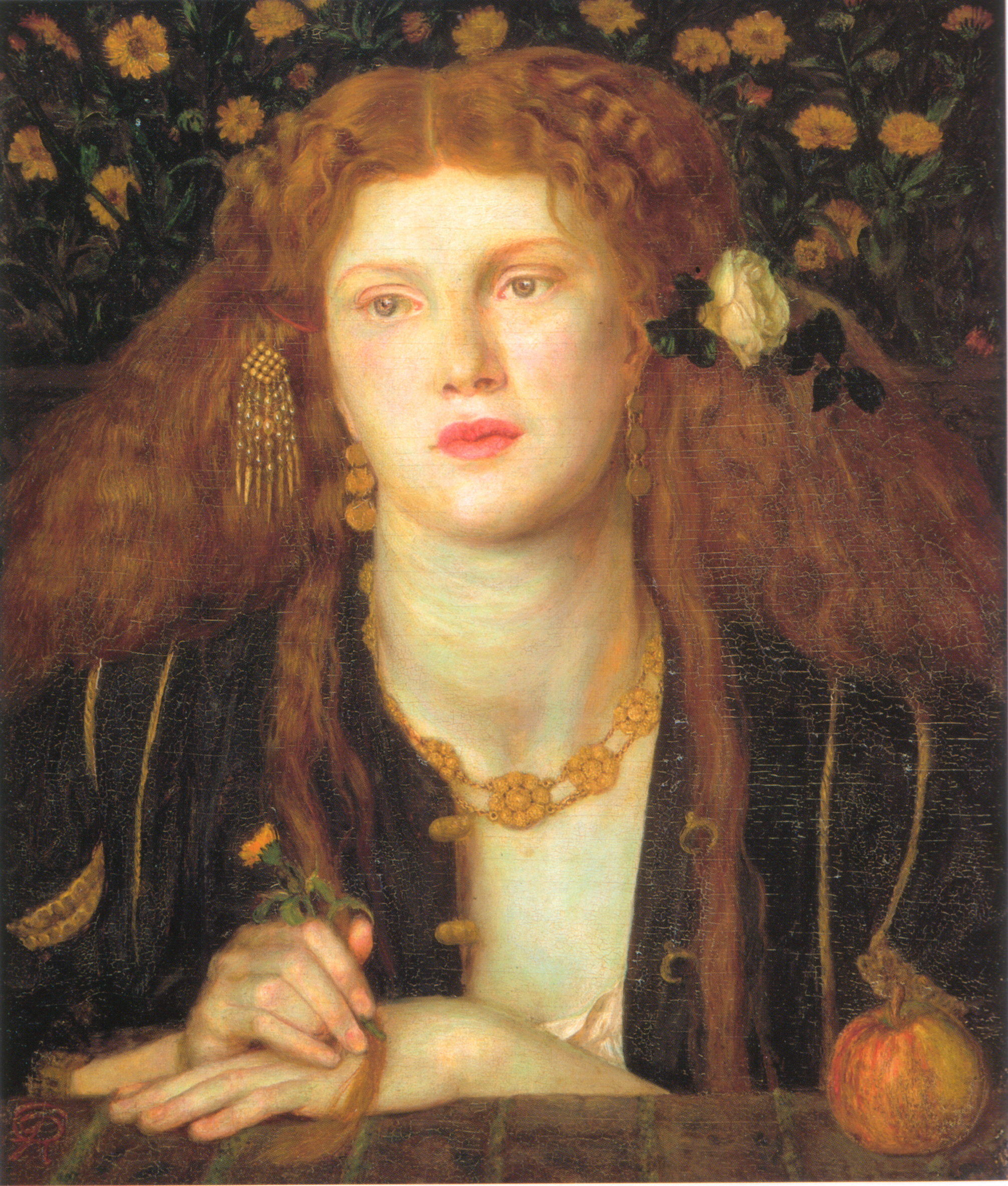
Bocca Baciata, 1859